# رقش (طعام)
الرقش من الأكلات المشهورة في منطقة نجران في  السعودية، وهي من الأكلات لذيذة الطعم ولها عدة طرق. فهناك من يضع عليها السمن والحليب أو المرق الخالص باللحم أو مرق الدجاج الخفيف مع الخضار.

## المقادير

### مقادير العجيبنة
- 4 أكواب دقيق بر.
- 3 أكواب ماء
- ملح.

صاج لعمل الخبز، أو كما يسمونه في نجران (سلاه) وهي نوع مخصص كطاوة خبز البيتزا توجد لدى محلات الأواني ويوجد نوع مصنوع من التيفال الأصلي.

### مقادير المرق
لحم.
بصلة كبيرة.
طماطم.
ملعقة كبيرة معجون طماطم.
فص ثوم.
بهارات مشكلة.
زيت.
4 قرون فلفل حار (بسباس).
خضار(حبة كوسة-حبة بطاطس كبيرة-2 جزر-فاصوليا-ربع حزمة كزبرة خضراء).

### الأدوات
- صاج لعمل الخبز، أو كما يسمي في نجران (سلاه). وهي نوع مخصص كطاوة خبز البيتزا توجد لدى محلات الأواني ويوجد نوع مصنوع من التيفال الأصلي.
- ملعقة خاصة بتقليب الخبز وهي تستخدم مع السلاة ويسمونها مقشطة.
- صينية للتقديم أو (مدهن) وهو إناء مخصص لتقديم الرقش مصنوع من الحجر وله غطاء مصنوع من القش

ولكن يمكن استبداله بصينية عادية.

## الطريقة
- نعجن مقادير العجينة مع بعض بحيث تصبح العجينة لينة وخفيفة كعجينة الكيك تماما.
- ونقوم بأخذ قدر ضغط ونضع فيه الزيت والبصل ويحمر.
- ثم الطماطم والثوم والبهارت والدجاج بعد تنظيفة وتقطيعة لأربع قطع ثم نضع الخضار ونضع عليها ماء كثير من أجل الحصول على مرقة كثيرة ونضع باقي الملح والماجي وغيره ثم تترك لتنضج في قدر الضغط لمدة 7 دقائق بعد سماع صوت المؤشر ثم يفرغ القدر من الهواء.
- وتحمر قطع الدجاج في الفرن.
- وفي هذة الأثناء نكون قد خبزنا الرقش بالطريقة التالية: نضع السلاة (الصاج) على نار حامية ثم ناخذ ملعقة غرف كبيرة ونضع كمية من العجين على الصاج.
- ونحركة بسرعة باليد ليتم مساواته على جميع أطراف الصاج ثم نتركها على الوجة ليتحمر.
- ثم تقلب بالمقشطة وبعد تحمر الرقش ( قطعة الخبز) من الجهتين.
- نضعها في شبك وهكذا نضع باقي قطع الرقش بنفس الطريقة حتى نستنفذ كمية العجين كاملة.
- وبعد الانتهاء من خبزها نقطعها لأربع قطع وتوضع في صينية لتقديم ثم نرش القطع بعد كل حبة بمرق الدجاج مع الخضار حتى تنتهي كمية الخبز.
- ثم نضع الدجاج المحمر على الوجه ومن الممكن سلق بيضتين ثم تحميرها في الزيت ووضعها كزينة أو قطع بصل محمصة أو الليمون.
- مع مراعاة وضع صينية صغيرة من باقي المرقة لتسقية الرقش حسب الرغبة لأن البعض يحب المرق خفيف والبعض يفضلها كثيرة.
- ثم تقدم للأكل.